# Euastrum gayanum
Euastrum gayanum là một loài Song tinh tảo trong họ Desmidiaceae, thuộc chi Euastrum.